# سید حسین حسینی (نماینده فریمان)
سید حسین حسینی (زادهٔ ۱۳۳۵ در فریمان) نمایندهٔ حوزهٔ انتخابیهٔ فریمان، سرخس، احمدآباد و رضویه در دورهٔ هشتم مجلس شورای اسلامی بوده‌است. وی پیش‌تر در دورهٔ هفتم نیز عضو این مجلس بود.